# Tadeuș Malinovschi
Tadeuș Malinovschi ( pol. Tadeusz Malinowski, n. 14 octombrie 1921, Chișinău – d. 27 februarie 1996, Chișinău) a fost un specialist în domeniul fizicii cristalografiei, de origine poloneză, care a fost ales ca membru titular al Academiei de Științe a Moldovei.

## Biografie
Tadeuș Malinovschi a studiat la liceul din Chișinău și Universitatea din Iași, timp de un an. În anul 1940 a fost asistent la catedra de fizică a Institutului Pedagogic din Chișinău, unde a lucrat sub conducerea profesorului Mihail Pavlov-Nițu . În anii războiului II mondial, împreună cu Institutul s-a aflat în evacuație la Buguruslan.   Neavând studii superioare le-a finalizat în anul 1944, obținînd diploma facultății de fizică a Institutului pedagogic din Chișinău, după reîntoarcerea Institutului din evacuație. 
- 1946-1950 - învățător
- 1950- cercetător la Filiala Moldovenească Academiei de științe a Moldovei

În anul 1957 a fost numit în funcția de director al Secției de Fizică și Matematică a Filialei Moldovenești a Academiei de Științe a URSS. 
Între anii 1961-1964 a fost director -adjunct al Institutului de fizică și matematică al Academiei de Științe a Moldovei.
Între anii 1964- 1974 -director- adjunct al Institutului de Fizică aplicată. 
În anul 1968 a susținut teza de doctor în științe fizico-matematice, iar în anul 1970 a fost ales membru-corespondent al Academiei de Științe a Moldovei 
Între anii 1974-1978, a îndeplinit funcția de secretar științific general al Academiei de Științe a Moldovei.
Din anul 1953 predă cursul de cristalografie și chimie a cristalelor la Universitatea de stat din Chișinău.
În anii 70-80 ai sec. XX a fost președinte al Consiliului Planetariului din Chișinău, unde în afară de popularizarea științelor despre Univers a adus tribut și ateismului. 
- A fost președinte al Societății de fizică din Moldova
- Din anul 1991 și până la deces a condus diaspora poloneză din Moldova[4]

#### Decorații[5]
- Ordinul polonez "Marea Cruce a Cavalerilor"

## Opera
- Lucrări, privind structura atomo cristalină a diferitor compuși complecși și semiconductori.
- Lucrări, privind metodele de descifrare a structurilor cristaline.
- Monografia: Determinarea structurii atomice a cristalelor.
- Coautor al romanului științifico-fantastic "Taina Luceafărului".

Publicații în biblioteci:
- Biblioteca Națională a Republicii Moldova[nefuncțională]
- ADS NASA
- Biblus Arhivat în 3 noiembrie 2017, la Wayback Machine.

#### Discipoli
- Ion D. Samusi
- Iurie A. Simonov
- Victor Kravțov

ș.a.

#### Pagina web a Laboratorului "Metode Fizice de Studiere a Solidului ″Tadeusz Malinowski″"
- Laboratorul ″Tadeusz Malinowski″